# Leopoldamys edwardsi
Il ratto gigante dalla coda lunga di Edwards (Leopoldamys edwardsi  Thomas, 1882) è un roditore della famiglia dei Muridi, diffuso in India, Cina e Indocina.

## Descrizione
Roditore di grandi dimensioni, con lunghezza della testa e del corpo tra 210 e 290 mm, la lunghezza della coda tra 300 e 390 mm, la lunghezza del piede tra 45 e 55 mm, la lunghezza delle orecchie tra 25 e 32 mm e un peso fino a 480 g.

La pelliccia è corta e liscia. Le parti superiori variano dal bruno al bruno-grigiastro. Le parti ventrali sono bianche. La linea di demarcazione lungo i fianchi è netta. Le orecchie sono grandi. Il dorso delle zampe è bianco-brunastro. La coda è molto più lunga della testa e del corpo, la parte superiore è marrone, quella inferiore è bianco-crema. Le femmine hanno un paio di mammelle pettorali, un paio post-ascellari e due paia inguinali. Il cariotipo è 2n=42 FN=56.

## Biologia

### Comportamento
È una specie notturna, terricola, ma può arrampicarsi su piccoli alberi per nutrirsi. Vive in cunicoli e tane.

### Alimentazione
Si nutre di insetti e parti vegetali.

## Distribuzione e habitat
Questa specie è diffusa in India, Cina e Indocina.
Vive nelle foreste umide sempreverdi primarie e secondarie fino a 1.400 metri di altitudine.

## Tassonomia
Sono state riconosciute 4 sottospecie:
- L.e.edwardsi: Province cinesi del Guizhou, Hunan, Jiangxi, Zhejiang, Fujian, Guangdong e Guangxi, Vietnam settentrionale e centrale, Laos settentrionale. Due popolazioni isolate sono presenti nella Thailandia centrale e centro-occidentale;
- L.e.gigas (Satunin, 1903): Province cinesi del Sichuan, Gansu meridionale, Shaanxi meridionale, Hubei;
- L.e.hainanensis (Xu & Yu, 1985): Isola di Hainan;
- L.e.listeri (Thomas, 1916): Stati indiani del Meghalaya, Nagaland, Arunachal Pradesh, West Bengal; Myanmar settentrionale, provincia cinese dello Yunnan meridionale.

## Conservazione
La IUCN Red List, considerato il vasto areale, la presenza in diverse aree protette, la tolleranza al degrado del proprio habitat e la popolazione numerosa, classifica M.edwardsi come specie a rischio minimo (Least Concern).